# Zvon Bartoloměj Ondřej

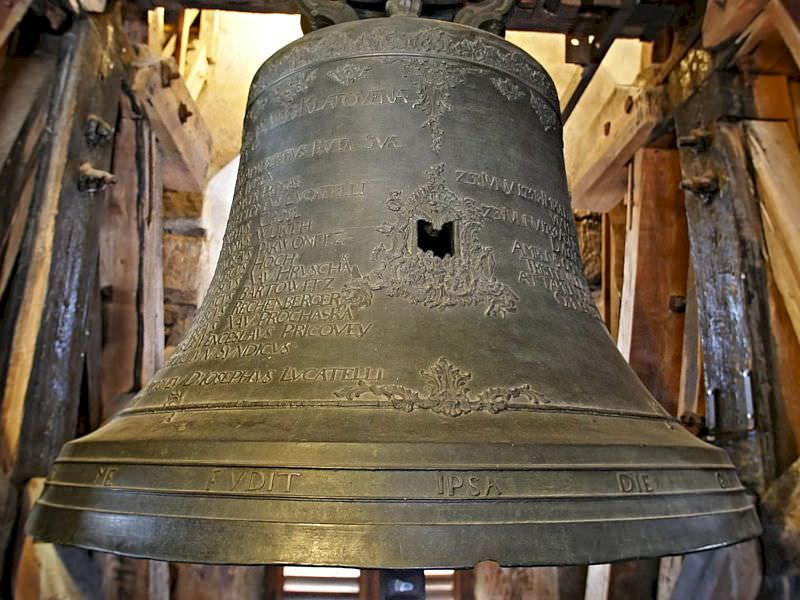
zvon Vondra visí na Černé věži v Klatovech

Zvon Bartoloměj Ondřej, všeobecně však znám pod původně místním lidovým názvem „Vondra”, visí ve výšce 40 m nad zemí na Černé věži v městě Klatovy. Zvon pochází z roku 1759 a patří do skupiny největších zvonů v České republice. Zvon má několik zvláštností. Především jde o (z neznámého důvodu) dodatečně vytvořený otvor v jeho plášti. Druhou výjimečností zvonu Vondra je velikost jeho výkyvu při zvonění (jedna z největších u českých tzv. „velkých zvonů”).  
Zvon Vondra zvoní při významných příležitostech, státních a církevních svátcích (viz níže). Zvon Vondra je zvoněn ručně, což je u tak velkého zvonu pochopitelnou samozřejmostí.   

## Historie zvonů na Černé věži
Klatovská Černá věž byla dostavěna v roce 1557 po deseti letech stavby. Pochopitelně byla věž osazena novým zvonem. Z té doby se však nedochovaly žádné záznamy o tom, jak tento zvon vypadal nebo kdo byl jeho autorem. Jistý pramen uvádí, že to byl jakýsi zvonař z Bavorska, neboť místní konšelé chtěli na zvonu ušetřit,nemohli se dohodnout se zvonařem klatovským na oboustranně přijatelných podmínkách. Roku 1579 však téměř celé město lehlo popelem. Při tomto jednom z nejhorších požárů města shořelo i schodiště věže a zvon se roztavil. Hned v následujícím roce byla zadána zakázka na nový zvon jistému kočovnému německému zvonaři ze Švýcarska. Jelikož i v tomto případě se snažilo město co nejvíce šetřit, nebyl tento zvon kvalitní a tak tento druhý zvon po roce používání pukl.

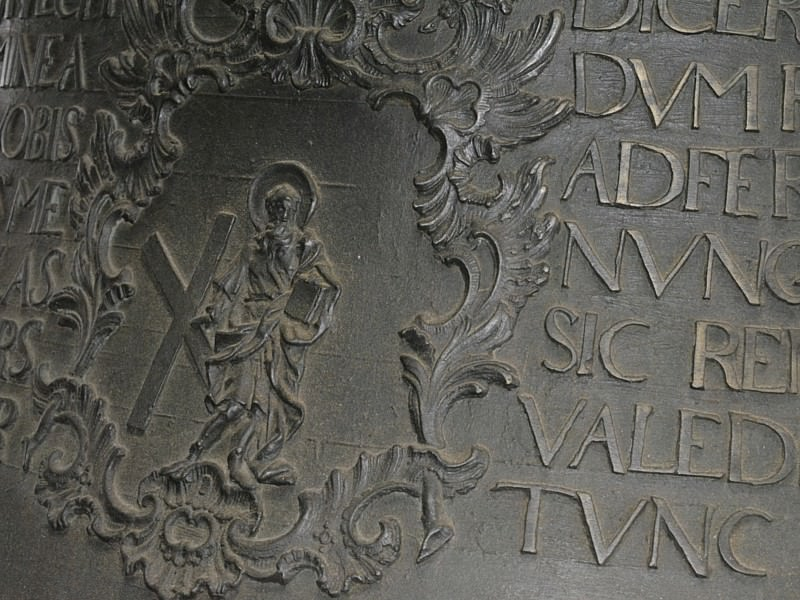
plastika sv. Ondřeje na zvonu Vondra

A tak roku 1582 dostal od města objednávku slavný klatovský mistr zvonař Martin Jindra. Byl to nejen vážený klatovský zvonař, ale jeho zvony byly známé po celých Čechách, dokonce odlíval zvony i pro německé Řezno. Konečně byl pro Černou věž ulit kvalitní a velkolepý zvon. Jméno dostal také velkolepé - Bartoloměj Ondřej, lidově se mu však neřeklo jinak než „Vondra”. Na věž byl za velké slávy pověšen ve středu 6. dubna 1583. Zvon byl vyzdoben českými a latinskými nápisy o historii zvonu a jeho tvůrci. Dle pramenů vážil 4 950 kg. Zvon měl dlouhou dobu štěstí, neboť přežil další dva městské požáry (6. 7. 1615 a 8. 6. 1689). Nakonec se však i tento krásný zvon nenávratně poškodil se při velkém požáru v roce 1758.
Celkem tedy čtvrtý zvon (dle některých pramenů chybně uváděn jako třetí) byl ulit hned rok po požáru (1759) italským zvonařem Peterem Antoniem Jacominim. Samotné odlití zvonu bylo provedeno v jámě hned vedle věže na nádvoří Jezuitské koleje. Dle zdrojů byla na odlití nového zvonu použita zvonovina roztaveného předchozího zvonu Vondra. Nový zvon je o něco lehčí než ten předchozí – kroniky sice uvádějí, že váží 4 382 kg, ale údaj z roku 1940, kdy byl zvon v rámci opravy zvážen, jasně říká hodnotu 3 915 kg! Dolní průměr zvonu ve věnci činí 195 cm a na výšku zvon měří 180 cm. Zavěšen byl zvon na Černou věž následujícího roku, tedy roku 1760. Asi i kvůli zvonovině ze svého předchůdce, dostal zvon jméno stejné jako zvon předchozí, tudíž Bartoloměj Ondřej, čili opět lidově: „Vondra”.

## Charakteristika zvonu
Parametry zvonu:
- hmotnost zvonu: 3 915 kg
- hmotnost srdce: 131 kg
- průměr: 195 cm

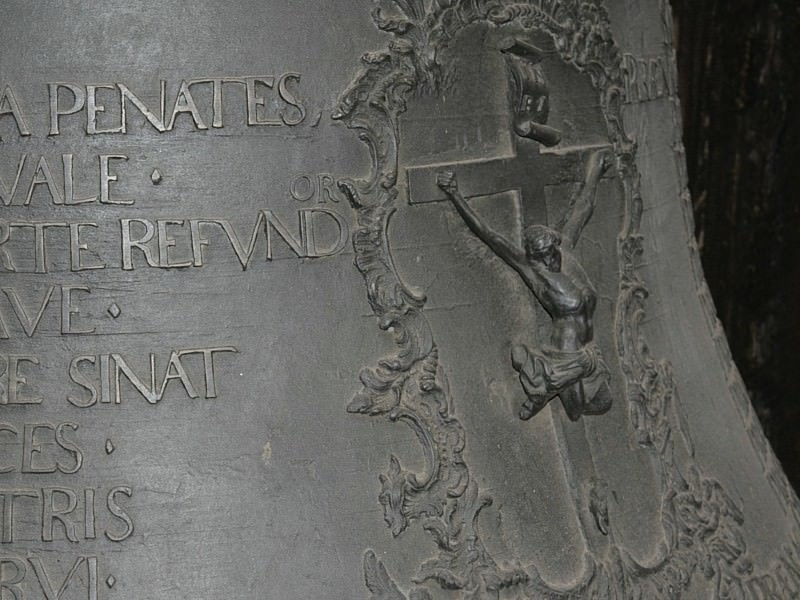
Stříbrná soška Ježíše Krista na zvonu Vondra

- výška: 154 cm (180 cm včetně koruny)
- ladění: Fis

Popis zvonu
Zvon je opatřen latinskými nápisy a jmény radních v čele s primasem Johanem Forstmaierem. Dále je zdoben akantovým a kartušovým zdobením, včetně výjevů dvou andělů, sesláním Ducha svatého, apoštolského shromáždění a znakem města. Součástí zdobení je stříbrná soška ukřižovaného Ježíše. Soška je od 2. března 1891 poškozena, kdy zloděj Josef Koptík z Běhařova urazil Ježíšovi nohy a ty následně prodal. 

## Otvor ze zvonu

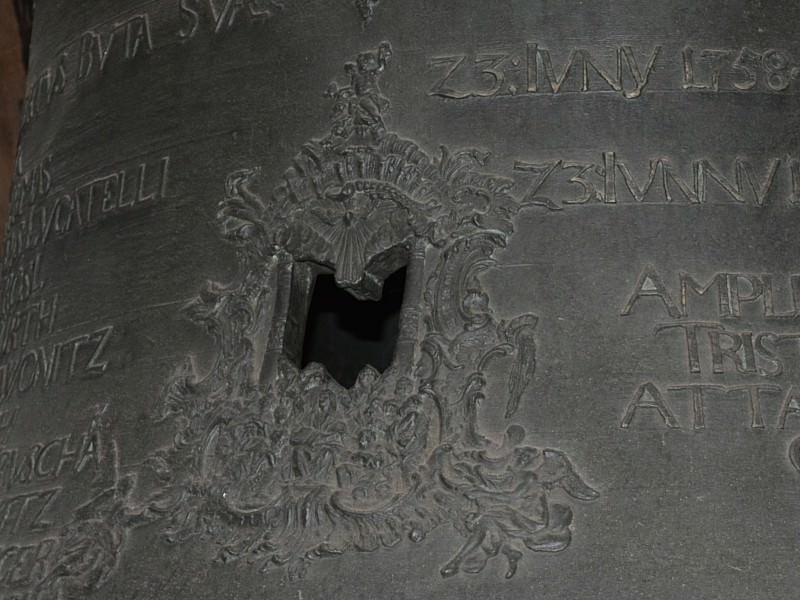
unikátní otvor ve zvonu Vondra

Zvon má nezvykle hluboký hlas laděný do Fis. Podle klatovské pověsti prý byl hlas zvonu tak silný, že rušil měšťany až v 40 km vzdálené Plzni, proto byl do zvonu udělán otvor, aby se jeho silný hlas utlumil. Pokud přijmeme fakt, že zvon opravdu rušil měšťany, tak rozhodně ne ty plzeňské, ale nejspíš ty klatovské. Ale i tak vytvoření otvoru do zvonu by tento problém neřešilo, spíše by to zvon nenávratně poškodilo. Zvláštní také je, že otvor vyrazili právě v místě vrchnostenského erbu, to spíše vypadá na nějaký akt vzdoru. Díky tomu o původu otvoru ve zvonu existují i jiné pověsti. Faktem jen, že skutečný důvod (a přesná doba) vzniku otvoru je stále opředena tajemstvím. 
Dle mistra zvonaře Petra Rudolfa Manouška tento otvor není poškozením zvonu, hlas zvonu je i přes tuto úpravu čistý. V každém případě se tak díky tomu jedná mezi zvony o skutečný unikát.

## Prasklý zvon Vondra
Dlouhá desetiletí dodával hlas zvonu lidem ve městě a okolí a pocit klidu a bezpečí. Jenže – jak to v pověstech bývá - v předtuše zlých časů se stalo, že tento zvon 6. prosince 1938 praskl. Stalo se to zrovna, když věžný Antonín Kubík údery na zvon (tzv. šturmováním) ohlašoval požár v Pražské ulici v dílně řemeslníka Krauskopa. Druhý den za denního světla se poškození zvonu potvrdilo. Od té doby se zvon na dlouhé dva roky odmlčel a nic se nedělo.
Velkolepou událostí byl pro zvon 8. únor 1940, kdy byl zvon za účasti lidí spuštěn po jižní straně věže. Poté byl po nějaký čas vystaven na náměstí a posléze odeslán k opravě. Aby mohl zvon být sundán kladkostrojem, muselo být několik kamenných bloků kolem okna vyndáno. Dodatečné zazdění je na této straně patrné díky jiné skladbě dozděných kamenů v dolní části okolo okna. Sundaný zvon byl po železnici dopraven do Brna Husovic, kde ve Svitavské ulici sídlila firma zvonaře Rudolfa Manouška (staršího), který prasklý zvon opravil vyvařováním. Tento proces je velmi náročný, zvon musí být dán do pece a velmi pomalým zvyšováním teploty (až na 500 °C) celý rovnoměrně zahřát. Tento proces trval skoro tři týdny. Poté je předtím vysekaná prasklina vylita zvonovinou a zvon musí být pomalu, aby nenastalo pnutí, zchlazen. Toto chladnutí trvalo celé další dva týdny. Ukázalo se, že příčinou poškození bylo nesmyslně tvrdé a především těžké srdce (180 kg), které do zvonu několik let před poškozením zvonu zavěsili. Asi aby zvon zněl silněji. Bylo tedy v rámci této opravy vykováno nové srdce, které nyní váží 131 kg. Po dopravení zvonu zpátky do Klatov byl zvon 21. března 1940 zavěšen zpět na věž a již na Bílou sobotu opět po několika letech zvonil.

## Zvon Vondra a rekvírování zvonů
Poprvé měl zvon Vondra namále za první světové války, kdy bylo Rakousko-Uherskem v Čechách zabaveno mnoho zvonů pro válečné účely. Do Klatov byl vyslán inženýr, který měl sundávání a výkup zvonů na starosti. Klatovští, kteří se Vondry nechtěli vzdát, ubytovali inženýra na místní faře, kde mu bylo neskutečně podstrojováno. V době válečného nedostatku bylo pochopitelné, že se inženýrovi z Klatov nechtělo. A tak se jeho původně několikadenní pobyt protáhl na několik měsíců. A zvon Vondra dále visel na Černé věži. Mizely však zvony jinde! Je jasné, že inženýr musel své setrvání ve městě ospravedlnit vůči nadřízenému generálovi, který jej do Klatov vyslal. Přísun cenného kovu tedy zajišťovaly zvony ze zvonic v okolí Klatov. To je též důvod, proč v některých okolních obcích viní za zrekvírování svého zvonu právě zvon Vondra, a tak ho nemají zrovna rádi. Nakonec došla generálovi trpělivost a inženýra z Klatov odvolal. Jako „vzpomínka” na tuto záchranu zvonu Vondra zbyly v Klatovech prázdné zvonice kostela sv. Vavřince (tzv. Studentský kostel), jehož zvony svou zvonovinou definitivně vykoupily zvon Vondra.
Je zajímavé, že za druhé světové války v době rekvírování zvonů pro válečné účely byl zvon Vondra tohoto uchráněn. Říká se, že to bylo díky dobrým stykům starosty města A. Rauschera a děkana Kropáčka s velícím německým důstojníkem. Pro vyšší nadřízené v německé armádě bylo prý poskytnuto sdělení, že by akce sundávání zvonu byla velmi technicky náročná a že by mohlo dojít k narušení statiky věže. Jelikož věž měla důležitý strategický význam jako pozorovací bod, bylo od toho upuštěno. Je skutečně zajímavé, že tomuto hlášení někdo uvěřil, když dva roky před tímto hlášením byl zvon sundán, dopraven do Brna na opravu a opět zavěšen na věž. A tak snad jen souhra šťastných náhod již podruhé zachránila pro další generace klatovský zvon před roztavením.

## Termíny zvonění zvonu Vondra
Zvon Vondra zvoní osm krát za rok při následujících významných příležitostech, státních a církevních svátcích:
- 1. ledna – 12:00 - zvonění na Nový rok
- Velikonoce (Bílá sobota) – cca 21:30 - tzv. „Návrat zvonů“
- 5. května – 12:00 - osvobození města
- Klatovská pouť (sobota) – cca 16:00 - průvod s obrazem Klatovské madony
- 28. září – 12:00 - jízda Svatého Václava
- 28. října – 12:00 - Den vzniku samostatného československého státu
- 17. listopadu – 12:00 - Den boje za demokracii
- 24. prosince – 23:55 - Půlnoční mše

## Klatovští zvoníci
Po dostavbě Černé věže v roce 1557 byl do věže zavěšen i zvon. V horní části bydlel v minulosti věžný, který znělkou hlásné trubky ohlašoval večerní čas, zvláště od 22 hodin do čtvrté hodiny ranní obcházel po ochozu, obhlížel město, okolí a každou hodinu troubil do všech stran, aby lidé věděli, že skutečně bdí. Při zjištění požáru vyhlásil věžný poplach úderem srdce zvonu a podle počtu úderů lidé poznali, ve které čtvrti hoří. 
Po odchodu do důchodu posledního věžného Antonína Kubíka v roce 1962 již tato funkce nebyla obnovena. Zvon Vondra se od té doby již moc nepoužíval. Vzácnou výjimkou byl 22. říjen 1984, kdy bylo na zvon Vondra zvoněno při pohřbu předsedy Městského národního výboru Milana Mazucha. 
Zásluhou skupiny lidí kolem pana Zdeňka Tichého po roce 1989 zvon Vondra opět ožil. V současné době se vytvořila parta zvoníků, která v tradici ručního zvonění pokračuje - říkají si Klatovští zvoníci. Klatovští zvoníci je parta nadšenců, kteří pod hlavičkou městské organizace Správa nemovitostí Klatovy (Správa památek – technické a organizační zajištění provozu) dobrovolně zajišťují ruční zvonění na zvon Vondra.